# Anton Ignaz von Fugger-Glött

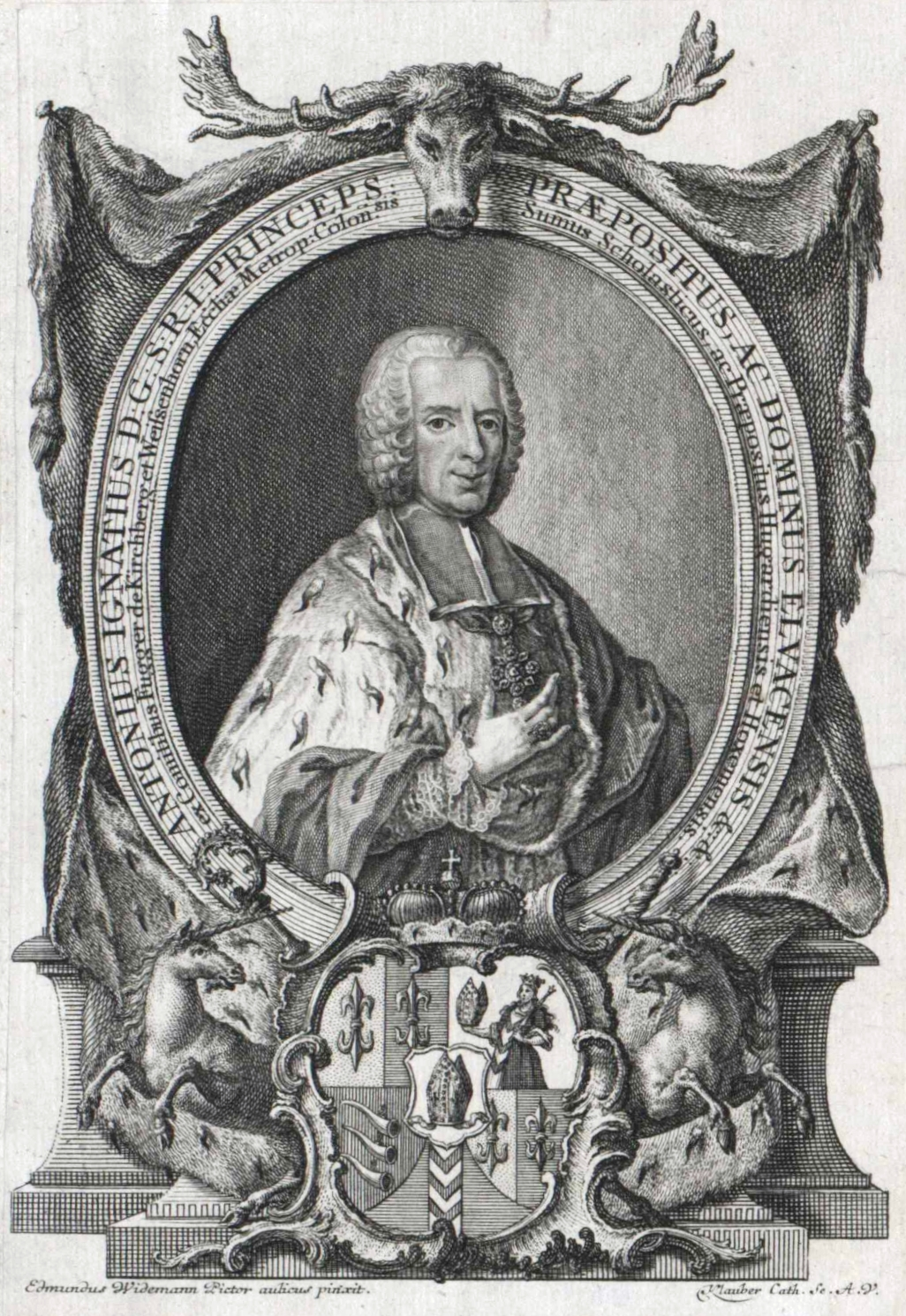
Anton Ignaz von Fugger-Glött, Stich nach Edmund Widemann

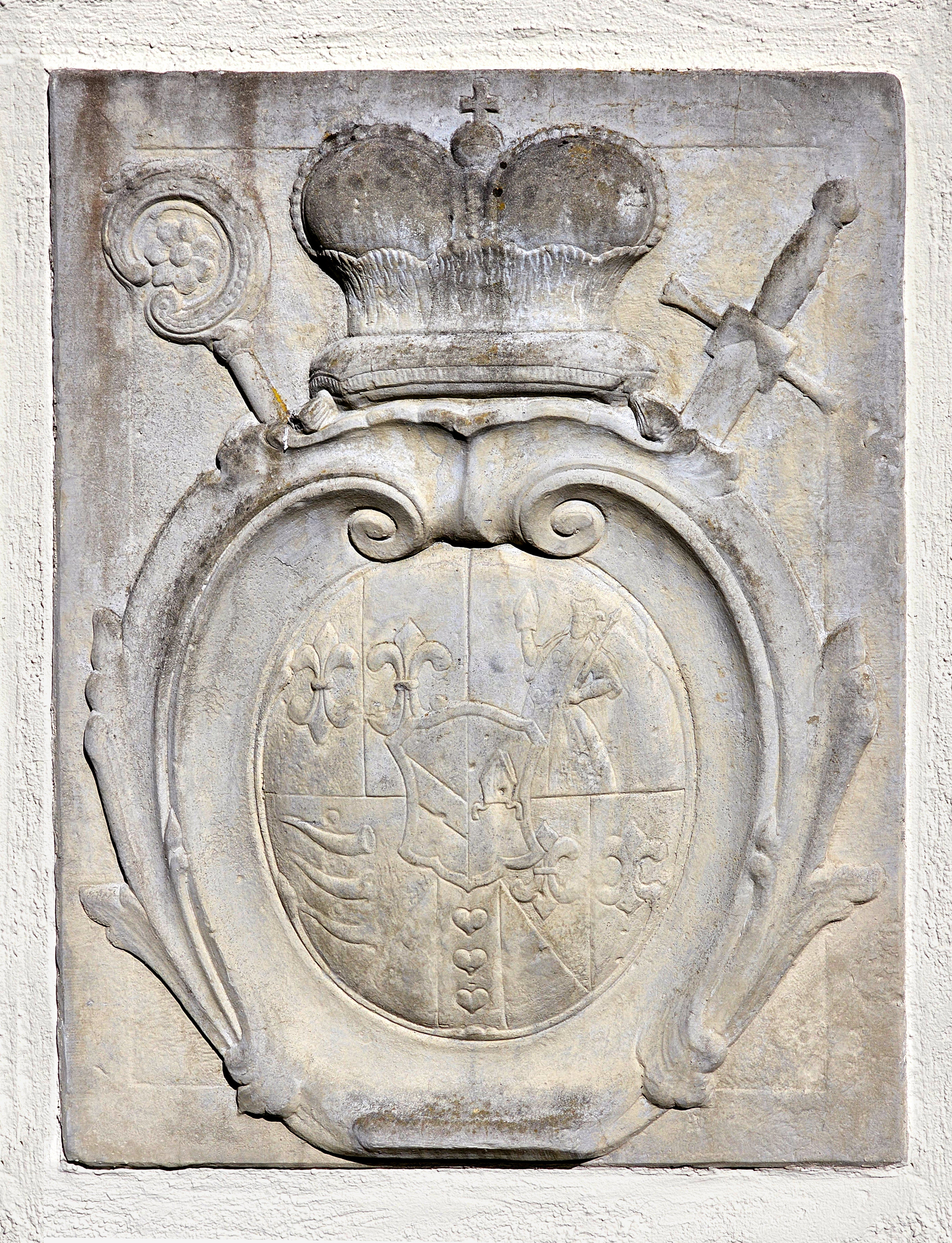
Anton Ignaz von Fugger-Glött, in Ellwangen (Das Original hängt im Rathaus von Ellwangen)

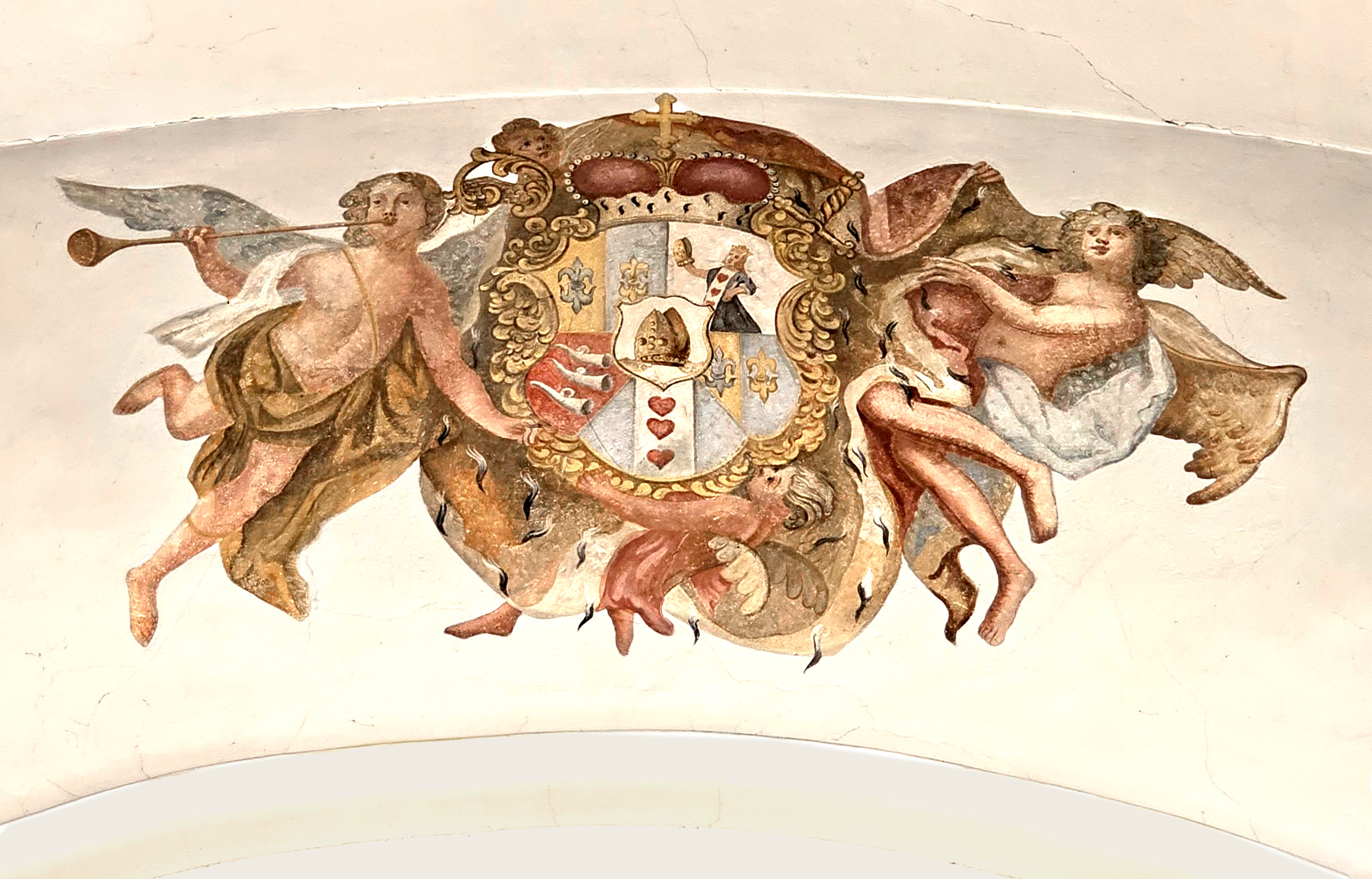
Wappen von Anton Ignaz von Fugger-Glött in der Hofener St.-Georgs-Kirche (vor dem Chor)

Anton Ignaz Reichsgraf von Fugger-Glött (* 3. September 1711 in Innsbruck; † 25. Februar 1787 in Regensburg) war Bischof der Diözese Regensburg sowie Reichsfürst des zugehörigen Hochstifts. Außerdem war er Fürstpropst des Kanonikerstifts Ellwangen.

## Biographie
Anton Ignaz entstammt dem Geschlecht der Fugger-Glött, einer Linie der Fugger von der Lilie. Seine Eltern waren Anton Ernst von Fugger-Glött (1681–1745) und Elisabeth Theresia Gräfin Trautson zu Falkenstein.
Er war ab 1728 Domizellar in Köln, studierte von 1727 bis 1730 Philosophie und von 1730 bis 1734 Jura in Innsbruck. 1738 wurde er Kanoniker in Ellwangen, 1750 Domherr in Köln und 1751 Kanoniker an St. Gereon (Köln), wo er 1754 zum Scholaster aufstieg.
Am 29. März 1756 zum Fürstpropst von Ellwangen gewählt und am 18. Juli 1756 als solcher von Papst (Benedikt XIV.) bestätigt, empfing er am 8. September 1756 von seinem Bruder Franz Karl Joseph von Fugger-Glött, der Weihbischof im Bistum Konstanz war, die Abtsbenediktion. Als Propst entfaltete er eine rege Tätigkeit zur Stärkung der Exemtion gegenüber dem Bistum Augsburg und sicherte das Stiftsterritorium im Siebenjährigen Krieg. Kleinarbeit und Ausdauer führten nicht nur zur Konsolidierung der Stiftsfinanzen, sondern auch zur Behebung sozialer Probleme.
1761 bewarb er sich bei der Bischofswahl in Köln um den Erzstuhl und auch in Regensburg bemühte er sich 1763 um die Bischofswürde, da ihm der Wiener Hof seine Unterstützung versagte. Am 25. Juni 1764 wurde er in Köln zum Domscholaster gewählt. Nachdem er am 18. Januar 1769 zum Bischof von Regensburg gewählt und von Papst Clemens XIV. am 12. Juni 1769 ernannt worden war, wurde er am 17. September 1769 in Regensburg zum Bischof geweiht. Auch diese Weihe vollzog sein Bruder. Seine Ernennung hatte auch Fürsprecher bei den bayerischen Wittelsbachern.
Immer noch regelmäßig in Ellwangen residierend, erhielt er hier am 30. April 1770 einen Koadjutor. Fast gänzlich erblindet, verzichtete er am 1. November 1777 auf die Administration der Propstei, behielt sich jedoch den Titel und zwei Drittel des Einkommens vor. Seine ganze Arbeitskraft investierte er nun in sein Bistum. Hierbei war ihm die Förderung des religiösen Lebens und die Sicherung des Hochstifts ein besonderes Anliegen. Es gelang ihm auch, die über Jahrhunderte verpfändete Herrschaft Donaustauf vollständig zurückzugewinnen.
Der redliche, tieffromme, in seinem Regierungsstil patriarchalische Bischof fand seine Ruhestätte am 28. Februar 1787 im Regensburger Dom. Am Grab in der Krypta ist zu lesen: „Anton Ignatz von Fugger Weißenhorn Bischof von 1769 – 1787“.